# Battaglia di Asai
La battaglia di Asai-nawate (浅井畷の戦い?, Asai nawate notatakai) fu combattuta nel 1600 in Giappone come parte della campagna di Sekigahara.
Allo scoppio delle ostilità e della conseguente divisione del Giappone, Maeda Toshinaga, il grande daimyō della regione di Hokuriku si schierò con Tokugawa Ieyasu, ma diversi piccoli daimyō della provincia di Echizen e Kaga si schierarono con Ishida Mitsunari sotto la persuasione di Ōtani Yoshitsugu.
Alla fine di agosto Toshinaga, assieme al fratello Maeda Toshimasa, guidò un grande esercito partendo dal castello di Kanazawa dirigendosi a sud verso il confine con la provincia di Echizen. Evitò il castello di Komatsu protetto da Niwa Nagashige, il quale si era schierato con Mitsunari, poiché lo ritenne inespugnabile proseguendo successivamente verso il castello di Daishoji all'inizio di agosto. Yamaguchi Munenaga, venuto a sapere dell'imminente scontrò, fortificò il castello e chiese aiuto a Nagashige e ad Aoki Kazuno del castello di Kitanosho di Echizen, entrambi schierati con Mitsunari. Ma i rinforzi non arrivarono in tempo, Munenega combatté coraggiosamente contro un nemico numericamente travolgente ed alla fine commise seppuku assieme al figlio il 10 settembre.
A questo punto Toshinaga, preoccupato dalle voci che volevano Ōtani Yoshitsugu in arrivo con truppe di rinforzo via mare, e da Uesugi Kagekatsu che aveva preso il controllo della provincia di Echigo, diresse i propri uomini in ritirata verso la propria roccaforte di Kanazawa. I soldati di Niwa Nagashige ne approfittarono ed il 16 settembre piombarono sul retro delle forze in ritirata di Toshinaga presso Asai-nawate. Dopo l'inizio dello scontro, nel quale il contingente Niwa ebbe la meglio, arrivarono dei rinforzi Maeda che riuscirono a bloccare gli aggressori e a far ripiegare l'armata fino a Kanazawa.
Successivamente Toshimasa si schierò con Mitsunari poiché quest'ultimo teneva prigionieri ad Osaka i suoi familiari.
Toshinaga non riuscì a partecipare alla battaglia di Sekigahara, ma contenne con successo sia Uesugi Kagekatsu che il fratello Toshimasa.